# مالك إقبال مهدي خان
مالك إقبال مهدي خان (بالإنجليزية: Malik Iqbal Mehdi Khan)‏ هو سياسي باكستاني، ولد في 1952، وتوفي في 24 مايو 2016 في نيودلهي في الهند. حزبياً، نشط في الرابطة الإسلامية الباكستانية. في 2013 Pakistani general election ‏، انتخب عضو الدورة الرابعة عشر في الجمعية الوطنية في باكستان ‏ عن دائرة NA-61 Jhelum-II ‏ وقد انضم خلال فترته النيابية ‏ (1 يونيو 2013 – 24 مايو 2016)  للكتلة البرلمانية الرابطة الإسلامية الباكستانية وانتخب عضو الجمعية الوطنية في باكستان.